# Данис Танович
Данис Танович е босненски режисьор и сценарист.

## Биография и творчество
Роден е на 20 февруари 1969 г. в Зеница. Следва кино в Академията за драматични изкуства в Сараево. През първите две години от войната режисира Архива за документални филми. Новинарските му репортажи от войната са използвани на места от целия свят. От 1995 до 1997 г. следва режисура в Брюксел, където снима няколко документални филми. През 1998 г. получава белгийско гражданство.
Танович е режисьор и сценарист на филма Ничия земя (2001), който печели много награди, включително Оскар.
Той е един от режисьорите на филма 11 септември (2002).